# Булотирион
Булотирион е уред, подобен на клещи, използван за отпечатване на релефни изображения върху метален моливдовул. Този отпечатък е ползван от владетели, административни служители, висши военни, представители на духовенството и видни граждани през Средновековието и е поставян като висяща пломба към були, документи и укази.
Булотириони в оригинал са рядка археологическа находка от българските земи. В началото на ХХ век Археологическият музей в София закупува срещу крупна сума един, а втори намерен през 1926 г. в землището на с. Алванлар, Османпазарско.